# Belgian Linen
Belgian Linen is een geregistreerd handelsmerk dat wordt beheerd door de Belgian Flax and Linen Association, een centrum dat het Belgisch vlas voor bijna 50 jaar heeft gepromoot. Sinds 1960 beheert de vereniging het Belgian Linen beeldmerk. 
Er gelden strikte voorwaarden om het merk te mogen hanteren. Zo moet het afgewerkte product aan bepaalde voorwaarden voldoen en moet het geweven zijn op Belgische bodem.

## Geschiedenis

### 1946-1950
Vlas was tijdens de Tweede Wereldoorlog een waardevolle grondstof. Door zijn sterkte was de stof uitermate geschikt voor militaire toepassingen (zeilen van vrachtwagens en treinwagons, tenten, uniformen,…). Mede door de heropbouw en de nadruk op het telen van voedsel door de landbouw, ontstond er na de oorlog een schaarste van vlas. Er was een tekort en de vezel werd heel duur. De Belgisch linnenwevers organiseerden zich en vormden het Verbond van Belgische Linnenwevers. Zo waren ze in staat het beschikbare vlas onder elkaar te verdelen en iedereen evenveel kansen te bieden. In die periode werd André Dequae aangesteld als secretaris, een functie die hij voor 40 jaar zou aanhouden. 

### 1950-1970
André Dequae was afkomstig uit het Kortrijkse en kwam uit een familie van vlassers. Hij zou later bekend worden als een succesvol politicus, met verschillende benoemingen als minister in de Belgische regeringen. Dequae bleef de evolutie van de vlasvezel op de textielmarkt opvolgen. Mede door de opkomst van vlas uit de Sovjet-Unie, moesten (Europese) vlaswevers zich verenigingen om zich internationaal te gaan promoten. Uit deze visie ontstond op 20 april 1950 in Parijs de Confédération Internationale du Lin et du Chanvre of CILC. Het doel van de confederatie bestond voornamelijk uit het samenbrengen van partijen uit verschillende landen, het afspreken van gemeenschappelijke richtlijnen en het coördineren van een gemeenschappelijke promotie van Europees linnen overal ter wereld. 
In dezelfde periode besloten de Belgische vlasverenigingen dat ook te doen. Gezamenlijk richtten zij het het Promotiecentrum voor het Vlas op, later ook bekend als het Vlasbureau. De verenigingen bestonden uit: 
- Algemeen Belgisch Vlasverbond (ABV)
- VEHAVLAS
- JUTIBELIN (vereniging van jute en vlasspinners)
- Verbond van Belgisch Linnenwevers.

Het bestuur van het Vlasbureau kwam onder leiding te staan van initiatiefnemer Pierre Bodson. Promotie van Belgisch vlas was nu een van de kerntaken van het Vlasbureau, onder meer door het onderhouden van persrelaties, aanwezigheid op (inter)nationale beurzen, netwerking, organiseren van events,…

### 1970-1990
Tegen het begin van de jaren 1970 was het Vlasbureau uitgegroeid tot een heuse organisatie met verschillende agenten wereldwijd en een hoofdkantoor in Brussel. Zo was er in New York een kantoor dat onder de naam “Belgian Linen Association” promotie voerde voor Belgisch vlas. Van hieruit groeide de merknaam ‘Belgian Linen’.
Na het overlijden van Pierre Bodson begin de jaren '80, nam Stefaan Devies het roer over als algemeen directeur. In de volgende jaren hielp het Vlasbureau mee om via verschillende events vlas te promoten. Zo organiseerde het CILC “Fil d’Or”, een event dat meerdere keren plaatsvond: in 1985 en 1987 in Monte Carlo en in 1989 in Parijs. Tijdens dit event konden jonge ontwerpers deelnemen aan een wedstrijd om deel te nemen aan een modeshow, waarop veel internationale pers aanwezig was. Het Vlasbureau coördineerde de verschillende inzendingen van Belgische en Nederlandse ontwerpers samen met het toenmalige ITCB (Institut de Textile et Confection belge). 

### 1990-...
Begin de jaren '90 komt het Europese verhaal ten tonele. De Europese Unie voorzag subsidies voor de promotie van Europees textiel en federaties in Europese landen begonnen zich te verenigen. In 1995 legt het Vlasbureau de promotieactiviteiten stil en draagt deze over naar het CILC. Heel wat medewerkers en agenten stappen over en verdedigen voortaan Europees linnen. Het CILC verandert in dat jaar de naam naar CELC (Conféderation Européenne du Lin et Chanvre). Onder de vernieuwde confederatie ontstaat er een nieuw label voor alle leden: Masters of Linen. 
Ondanks het nieuwe Europese label, blijft Belgian Linen een betrouwbare referentie voor verwerkers van linnen stoffen. Tot op vandaag geniet het label vooral in de Verenigde Staten een bijzondere status. Het beheer van het Belgian Linen label bleef in de handen van de vereniging achter het Vlasbureau. In 1999 verandert het Vlasbureau in Belgian Flax and Linen Association en wordt deze ondergebracht bij Fedustria.

## Belgian Linen
Het  Belgisch vlas in de Verenigde Staten ondervond hevige concurrentie van het gevestigde label Irish Linen. Dit label van de Irish Linen Guild, de gilde van Noord-Ierse linnenweverijen, genoot van een hoge reputatie en werd doorgaans als topkwaliteit beschouwd. Om hiermee te concurreren opende het Vlasbureau in de jaren '60 een kantoor in New York onder de naam Belgian Linen Association en voerde promotie met het Belgian Linen label. 
Tot op vandaag staat het label nog steeds hoog aangeschreven in de Verenigde Staten, terwijl het elders in de wereld doorgaans minder herkend wordt. 

### Logo's
| Logo | Naam                    | Periode   | Opmerkingen |
| ---- | ----------------------- | --------- | --- |
|      | Origineel Wapenschild   | 1950-1970 | Het allereerste logo bestond uit een schild met kroon op een ondergrond van wit en vlasblauw. Onder de kroon werden twee vlasbloemen voorgesteld, in positief en negatieve kleuren. In het midden van het schild staat een bundel vlasvezels van boven tot beneden afgebeeld. Onderaan het schild staan twee schietspoelen geïllustreerd. In de kroon werd het type stof vermeld (halflinnen of vlaslinnen) en in het midden de samenstelling (vlas-katoen of puur). |
|      | Nieuw Logo              | 1970-1995 | Vanaf de jaren ’70 koos het Vlasbureau een nieuw logo voor hun promotiemateriaal. Dit logo bleef in omloop tot de stopzetting van de activiteiten in 1995. Het is echter veel later in gebruik genomen door Amerikaanse agenten, waardoor dit logo in de V.S. minder bekendheid genoot dan het schildje. |
|      | Masters of Linen        | 1995-2015 | Na het stopzetten van de activiteiten, creëerde het CELC een nieuw logo voor al zijn leden, bedoeld voor internationale promotie en communicatie. Een deel van het laatste Belgian Linen-logo werd gebruikt om het Masters of Linen-logo samen te stellen. In 2015 werd het logo lichtjes bijgesteld. |
|      | Remake Wapenschild      | 2015      | Het schildje bleef echter een eigen leven leiden. Ondertussen werd het label lichtjes gemoderniseerd, zijn de kleuren aangepast en staat er voortaan steeds “Belgian” in de kroon en “Linen” op het schild. |
|      | Remake Masters of Linen | 2015-...  | "100% made in Europe" werd toegevoegd op het logo |

## Wevers
Deze wevers gebruiken tot op vandaag nog steeds het Belgian Linen beeldmerk op regelmatige basis: 
- Deltracon
- Libeco
- Nelen & Delbeke
- Sofacover
- Verilin
- Weverij Flipts & Dobbels